# Caverna Alambari de Baixo
Alambari de Baixo é uma caverna pertencente ao PETAR, localizado na cidade de Iporanga, é considerado um Sítio da Geodiversidade de Relevância Nacional.  

## Caracterização
A caverna tem 890 m de desenvolvimento, seu principal atrativo é espeleológico, tendo como suas principais funções o viés educacional e turístico (recreativo) de interesse ecológico. 